# NGC 2187A
NGC 2187A في الفهرس العام الجديد، هي مجرة، تقع في كوكبة أبو سيف. اكتشفت في 23 ديسمبر 1834 بواسطة جون هيرشل.

## روابط خارجية
- NGC 2187A على موقع ويكي سكاي: DSS2, SDSS, GALEX, IRAS, Hydrogen α, X-Ray, Astrophoto, Sky Map, Articles and images